# Francesc Vinyals i Ribas
Francesc Vinyals i Ribas (Terrassa, 5 de novembre del 1790 - Madrid, 11 de gener del 1838) va ser un compositor, mestre de capella i organista català.

## Biografia
Rebé la seva primera formació musical a la Basílica del Sant Esperit Terrassa, i als set anys obtingué la plaça de violinista a Santa Maria del Pi de Barcelona. Entrà a l'Escolania de Montserrat, on rebé el magisteri d'Anselm Viola i Jacint Boada. El seu nom és esmentat per Baltasar Saldoni en el seu Diccionario biográfico-bibliográfico de efemérides de músicos españoles (1860-1881), en què apareix al costat d'altres 25 músics egarencs formats a Montserrat. Es presentà a les oposicions per a mestre de capella de l'església de Martorell i les guanyà el 1806; hi assajà un nou mètode formació que en menys d'un any li permeté preparar nous cantaires per la capella. Posteriorment fou cantor a les catedrals de Santiago de Compostel·la, Segòvia, Burgos i Palència i mestre de capella a Lerma i Lleó. Va ser organista a Àvila i Sevilla i guanyà la plaça d'organista de l'església de San Isidro de Madrid. També tocà el violí i la viola.
Com a compositor fou autor d'obres de tècnica avançada.